# 殷铁军
殷铁军，中华武氏太极拳第五代传人，太极拳师，号凤乙，1949年生，辽宁沈阳生人，大专学历。曾经入选：“世界名人录”，“精武百杰人物”， “中华太极人物志”， “中华易学研究会专家”。
现为能用《易经》理论、《黄帝内经》理论、《黄帝阴符经》理论、<道家>修炼理论，用语言与天地沟通，结合《太极拳经》，正确指导太极拳、太极功修炼的稀缺人才之一。
殷铁军先生多年修炼感悟：由衷感谢恩师吴海清先生，数十年寒暑潜心修炼，深得太极内功真传，自觉是“悟道、体道、得道”过程，习练中感觉如同自身在太空，天地间上下交通的“天地人合”之状态，正如庄子所云：在冥冥之中，心灵与大自然造化契机相互沟通而已。不觉间已到达“柔顺轻灵，空松圆活，一种人身小宇宙与宇宙大人身，其大无外的天人同体之境界”。